# Малка бекасина
Малката бекасина (Lymnocryptes minimus) е вид птица от семейство Бекасови (Scolopacidae).

## Разпространение и местообитание
Видът е разпространен във Великобритания, Атлантическия и Средиземноморския крайбрежен регион, Африка и Индия. Размножава се из блатата и ливадите с ниска растителност на Северна Европа и Северна Русия.
Среща се и в България.